# Confrontos entre All Boys e Argentinos Juniors no futebol
Os Confrontos entre All Boys e Argentinos Juniors no futebol constituem um clássico entre duas importantes equipes da cidade argentina de Buenos Aires: All Boys e Argentinos Juniors.

## História
Enquanto a história fez os clubes confrontarem por diversas categorias, esta rivalidade nasceu pela vizinhança dos bairros que representam ambos os clubes, Floresta e La Paternal, estando os estádio a somente 20 quadras de distância. Por isso já desde a época amadora, Albos e Bichos protagonizam este clássico bairrístico, sendo o primeiro jogo na história realizado em 14 de maio de 1914, tendo terminado com vitória da equipe da Floresta por 4 a 1. Vale destacar que em 1931, quando o futebol se profissionalizou, o Argentinos Juniors decidiu se filiar à AFA e o All Boys preferiu seguir como amador até que em 1937 disputou o primeiro torneio oficial de acesso, a Primera B. O conjunto de Floresta teve uma boa colocação na classificação, mas a primeira a cair da Primeira Divisão foi justamente o Argentinos Juniors. Desta maneira o primeiro clássico da era profissional ocorreu em 1938, no estádio de Atlanta, onde o Bicho mandou o jogo que terminou 0 a 0.
Este clássico de bairro foi disputado ininterruptamente de 1938 até 1955, ano no qual o Bicho subiu para a Primeira Divisão. Também cabe destacar que era nessa época que ocorriam as partidas que reuniam mais torcedores nos estádio da Primeira B já que cada vez que se enfrentavam All Boys e Argentinos Juniors tinham grande êxito nas bilheterias.

## O clássico e a Primeira Divisão
Em 1972 o All Boys foi campeão da Primeira B e subiu à Primeira Divisão, permanecendo nessa divisão até 1980.
Nesse nível, enfrentou o Argentinos Juniors em oito temporadas, disputando 2 torneios por ano: o Metropolitano e o Nacional.
No Campeonato Metropolitano de 1980 pela primeira vez jogaram todos os clássicos do futebol argentino num mesmo dia. Foi na sexta rodada do primeiro e segundo turno, e nessas ocasiões jogaram All Boys e Argentinos Juniors.

## Retrospecto
A primeira partida remonta a 10 de maio de 1914 quando o Albo venceu por 4 a 1.
O retrospecto mostra que na era amadora os vizinhos se enfrentaram 11 vezes (entre os anos 1914 e 1926) com 5 triunfos para o All Boys, 2 empates e 4 vitórias do Argentinos Juniors. Na era profissional se enfrentaram pela primeira vez em 16 de julho de 1938, no estádio de Atlanta, terminando em um empate sem golos. O retrospecto nessa fase é notoriamente favorável ao Argentinos Juniors, em todas as divisões que jogaram (Primeira B; Nacional B e Primeira Divisão): De 63 partidas o Bicho venceu 33 vezes, enquanto o All Boys somente venceu em 8 oportunidades, sendo que jamais venceu ao clube de La Paternal jogando como visitante. Empataram 22 vezes.
A última vitória do All Boys foi no Nacional da Primeira Divisão, quando este goleou por 4 a 1. Cabe destacar que se enfrentaram tanto na velha Primeira B, na atual Primera "B" Nacional e na Primeira Divisão. O último confrontos foi no Torneio Clausura de 2011, quando empataram sem golos.

## Goleadas
- Primera B 1940: All Boys 5-1 Argentinos Juniors
- Primera B 1952: Argentinos Juniors 5-1 All Boys
- Primera B 1955: Argentinos Juniors 5-2 All Boys
- Primera A 1976: All Boys 4-1 Argentinos Juniors

## Artilheiros
- Carlos Pol com 7 golos
- Juan Espina Sívori com 6 golos